# Kościół Opatrzności Bożej w Piasku
Kościół Opatrzności Bożej w Piasku – kościół filialny Parafii Ewangelicko-Augsburskiej w Częstochowie.

## Historia
W 1755 r. koloniści niemieccy wznieśli w Piasku kaplicę ewangelicką oraz uruchomili szkołę. Kaplica wkrótce uległa ona spaleniu. Następny kościół był już murowany. Został wzniesiony w latach 1758–1760, w 1820 roku dobudowano wieżę, a jej charakterystyczna nadbudowa z muru pruskiego powstała w 1865 roku.

## Architektura i wyposażenie
Kościół zbudowano na rzucie prostokąta zbliżonym do kwadratu, z niską kwadratową więżą od frontu. Jego architektura, jak i wyposażenie, są skromne i klasyczne, co jest cechą charakterystyczną świątyń protestanckich. Do najważniejszego wyposażenia należą oryginalny, zachowany z okresu budowy kościoła drewniany rokokowy ołtarz ambonowy, organy, a także XIX-wieczna chrzcielnica.

## Czasy obecne
Kościół jest rzadko, choć systematycznie użytkowany. Raz na dwa tygodnie odprawiane są tam nabożeństwa dla protestantów z okolicznych miejscowości. Obecnie kościół i bezpośrednie otoczenie są dobrze utrzymane, kościół w połowie lat 90. XX wieku przeszedł generalny remont, z osuszeniem, remontem wieży i wymianą tynków. W miejscowości nie ma już ewangelików.